# Stawiski
Stawiski là một thị trấn thuộc huyện Kolneński, tỉnh Podlaskie ở đông-bắc Ba Lan. Thị trấn có diện tích 13 km². Đến ngày 1 tháng 1 năm 2011, dân số của thị trấn là 2350 người và mật độ 177 người/km².